# Giuseppe Marchetti Longhi
Giuseppe Marchetti Longhi (Roma, 13 marzo 1884 – Roma, 11 ottobre 1979) è stato un archeologo italiano, noto per gli scavi dell'area sacra di Largo Argentina a Roma e per la fondazione dell'Istituto di storia e di arte del Lazio meridionale e del Museo storico bonifaciano del Lazio meridionale nel Palazzo di Bonifacio VIII ad Anagni.

## Biografia

### Famiglia

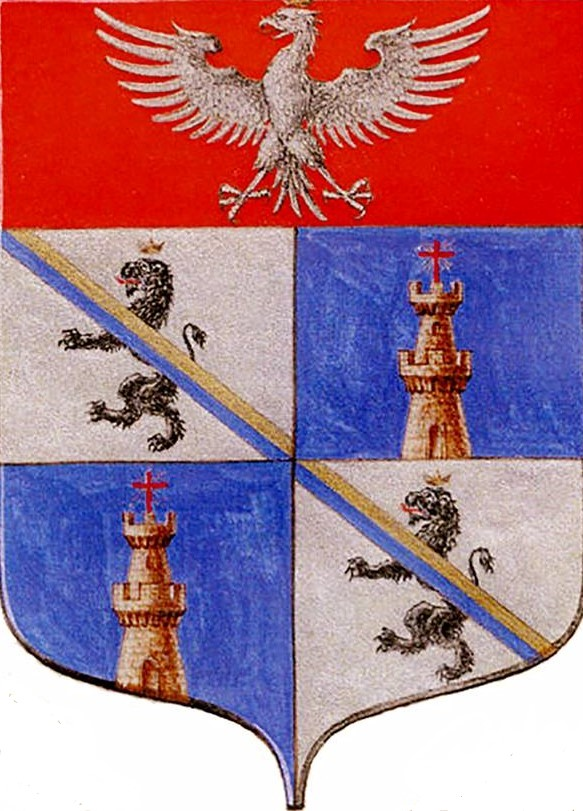
Stemma concesso a Giuseppe Marchetti Longhi con il titolo di marchese, tratto dall'Annuario della Nobiltà italiana, XXXIII edizione (2015-2020)

Il nonno, Giuseppe Marchetti, avvocato di Spoleto, partecipò al Risorgimento e fu consigliere comunale e assessore nel comune di Roma dopo l'Unità d'Italia. Il padre, Curio Marchetti, fu magistrato e presidente della IV sezione della corte d'appello di Roma e la madre, Giuseppina Longhi, apparteneva a una famiglia nobile, che possedeva il castello di Fumone. In seguito all'estinzione del ramo maschile della famiglia materna, aggiunse il cognome Longhi a quello paterno. 
La sorella, Maria Marchetti (1880-1920), fu anch'essa archeologa, allieva di Rodolfo Lanciani e di Ettore De Ruggiero, con il quale si era laureata nel 1910.
Nel 1940 venne concesso a Giuseppe Marchetti il titolo di marchese, trasmissibile ai maschi primogeniti e il seguente stemma "inquartato: nel primo e nel quarto d'argento al leone di nero, coronato d'oro, linguato di rosso, alla banda ristretta e partita d'oro e d'azzurro; nel secondo e nel terzo d'azzurro alla torre al naturale, di due piani, merlata di tre pezzi alla guelfa, sormontata da una croce latina di rosso raggiante d'oro, il tutto abbassato al capo di Polonia

### Formazione e primi anni
Dopo essersi diplomato presso il liceo classico Ennio Quirino Visconti di Roma, rimase orfano del padre nel 1907 e si laureò in giurisprudenza nel 1911. Contemporaneamente agli studi in legge, frequentava insieme alla sorella maggiore le lezioni di Rodolfo Lanciani. 
Negli anni 1913-1915 pubblicò in quattro parti uno studio su Gregorio da Monte Longo (patriarca di Aquileia nel XIII secolo), personaggio appartenuto alla famiglia materna.
Si arruolò come volontario nella prima guerra mondiale e vi fu ferito due volte, ottenendo due medaglie d'argento e una Croce al merito di guerra. Fu in seguito presidente della sezione combattenti di Fumone.
Nel 1919 ottenne la seconda laurea in lettere. Nel frattempo, grazie alla laurea in giurisprudenza, aveva potuto iniziare il lavoro come procuratore presso l'INA, che mantenne per ventiquattro anni.
Nel 1922 sposò Adalgisa (Ada) Bufacchi, dalla quale non ebbe figli, e ottenne la libera docenza in Topografia romana.

### Attività archeologiche
Le sue ricerche riguardarono la topografia di Roma antica e cominciò a lavorare sul Campo Marzio meridionale e sulla zona del Circo Flaminio, con grande attenzione alle trasformazioni urbane di epoca medievale. In quest'ambito, già a partire dal 1918 aveva individuato l'importanza dei resti conservati al di sotto degli edifici della zona cosiddetta "Argentina" (oggi area sacra di Largo Argentina): nel 1926 fu incaricato della sorveglianza archeologica degli scavi in corrispondenza dell'isolato che doveva essere demolito. Il sito fu risparmiato dalla devastazione grazie ad una sua supplica inviata direttamente a Benito Mussolini, che ne riconobbe l'importanza storica. Gli scavi durarono fino al 1942 e Marchetti Longhi proseguì anche negli anni successivi a pubblicare studi e ricerche sull'argomento. 
Lavorò inoltre ad Anagni, dove creò l'Istituto di storia e arte del Lazio meridionale, e dove fondò nel Palazzo di Bonifacio VIII un museo.
Morì a Roma l'11 ottobre 1979.

## Opere
Si occupò nei suoi studi della topografia della Roma antica e medievale, con particolare riguardo all'area sacra di Largo Argentina e più in generale al Campo Marzio, delle grandi famiglie romane, di storia e monumenti del Lazio meridionale, con particolare riguardo al castello di Fumone e ad Anagni. Si interessò inoltre della storia della famiglia nobiliare a cui apparteneva la madre. Scrisse inoltre articoli su alcuni quotidiani.

### Monografie
- Il patriarcato di Aquileia, il papa e l'impero fino alla prima metà del sec. XIII (Nuovo archivio veneto, n.s., 31), 1916.
- L'«Area Sacra» e i templi repubblicani del Largo Argentina, Roma 1930.
- I portici del Foro Olitorio e la genesi di una sacra leggenda, Roma 1933.
- La memoria di Augusto e dei suoi monumenti nel Medio Evo (Quaderni Augustei. Studi italiani, 7), 1939
- La memoria di Augusto e dei suoi monumenti nel Medio Evo (Quaderni Augustei. Studi italiani, 8), 1939.
- I Caetani (Le grandi famiglie romane, 1), Istituto di studi romani, Roma 1942.
- Monarchia e fascismo (Quaderni di politica contemporanea, 1), Roma 1944.
- L'eredità di Caino (La questione istituzionale e la sua genesi), Roma 1946.
- I Papareschi e i Romani (Le grandi famiglie romane, 6), Istituto di studi romani, Roma 1947.
- L'Aventino nel Medio Evo (Istituto di studi romani. I Colli di Roma - L'Aventino), Roma 1947.
- Mostra di Bonifacio VIII e del primo Giubileo (catalogo mostra, Roma, Palazzetto Venezia, ottobre-novembre 1950), Roma 1950.
- Gli Stefaneschi (Le grandi famiglie romane, 9), Istituto di studi romani, Roma 1954.
- L'Area Sacra del Largo Argentina, (Itinerari dei musei, gallerie e monumenti d'Italia, 102), Direzione generale delle antichità e belle arti, Roma 1960.
- I Boveschi e gli Orsini (Le grandi famiglie romane, 12), Istituto di studi romani, Roma 1960.
- Il cardinale Guglielmo de Longis de Adraria di Bergamo, la sua famiglia e la sua discendenza. Studio critico, Roma 1961.
- Gregorio de Monte Longo, legato apostolico in Lombardia (1238-1251). Studio storico, Roma 1965.
- Gregorio de Monte Longo, patriarca di Aquileia (1251-1269), Studio storico, Roma 1965.
- Registro degli atti e delle lettere di Gregorio di Monte Longo (1233-1269), Roma 1965.
- Castel Fumone ed il suo «Piccolo Santuario» Celestiniano, Istituto di storia e di arte del Lazio meridionale, 1968.
- Le Mostre del Lazio meridionale e di Celestino V nel palazzo di Bonifacio VIII in Anagni. Guida storica e descrittiva, (Bollettino dell'Istituto di storia e di arte del Lazio meridionale, 6, 1969-1970).

### Articoli
- "La legazione in Lombardia di Gregorio da Monte Longo negli anni 1238-1251" 1, in Archivio della società romana di storia patria, 36, 1913, pp.379-410.
- "La legazione in Lombardia di Gregorio da Monte Longo negli anni 1238-1251" 2, in Archivio della società romana di storia patria, 37, 1914, pp.139-266.
- "La legazione in Lombardia di Gregorio da Monte Longo negli anni 1238-1251" 3, in Archivio della società romana di storia patria, 38, 1915, pp.139-266.
- "La legazione in Lombardia di Gregorio da Monte Longo negli anni 1238-1251" 4, in Archivio della società romana di storia patria, 38, 1915, pp.591-675.
- "Sulle origini della famiglia dei Longhi marchesi di Fumone", in Rivista araldica, 13, 1915, p.645 e ss.
- "I templi presso S. Nicola a Cesarini e la sistemazione della zona Argentina", in Bullettino della Commissione archeologica comunale di Roma, 46, 1918, pp.283-362.
- "Le contrade medievali della zona «in Circo Flaminio»: il «Calcarario», in Archivio della società romana di storia patria, 42, 1919, pp.401-536
- "«Circus Flaminius» nell'antichità e nelle trasformazioni medievali", in Memorie dell'Accademia nazionale dei Lincei, 16, 1922, pp. 621-770.
- "La famiglia di Gregorio da Monte Longo, patriarca di Aquileia. Note storico-genealogiche", in Memorie storiche forogiuliesi, 19, 1923, pp.105-130.
- "Porticus Gallatorum", in Bullettino della Commissione archeologica comunale di Roma, 52, 1924, pp.176-240.
- "«Pervetusta Fumonis arx». La rocca di Fumone in Campagna e i suoi feudatarii", in Archivio della società romana di storia patria, 47, 1924, pp.189-320.
- "Il palazzo di Bonifacio VIII in Anagni", in  Archivio della società romana di storia patria, 47, 1924, pp.379-410.
- "«Arcus Stillans» e «Balneum Pelagi». Note di topografia medievale di Roma", in Rendiconti della Pontificia accademia romana di archeologia, 3, 1924-1925, pp. 143-190.
- "Il tempio ionico di Ponte Rotto. Tempio di Fortuna o di Portuno?", in Mitteilungen des Deutschen Archäologischen Instituts. Romische Abteilung, 40, 1925, pp.319-350.
- "«Helephas erbarius» e «Curtis dominae Miccinae». Topografia di Roma nell'antichità e nel medioevo", in Rendiconti della Pontificia accademia romana di archeologia, 4, 1926, pp.305-385.
- "Santa Maria «de Secundicerio». Topografia medievale di Roma", in Bullettino della Commissione archeologica comunale di Roma, 44, 1926, pp.93-144.
- "Storia e leggenda nel Friuli redento", in Arcadia, 70, 1926, pp.20-48.
- "Ricordi medievali nell'«Area Sacra» di Argentina", in Capitolium, 5, 1929, pp.10-18.
- "L'«Area Sacra» e i templi repubblicani del Largo Argentina", in Capitolium, 5, 1929, pp.172-181.
- "Il tempio di Apollo", in Capitolium, 7, 1931, pp.498-510.
- "«Turris de Arcu» e «Balneum Imperatoris»", in Rendiconti della Pontificia accademia romana di archeologia, 7, 1931, pp.35-67.
- "Castel Fumone: la prigione di due pontefici", in Le vie d'Italia, dicembre 1931.
- "Gli scavi del Largo Argentina", in Bullettino della Commissione archeologica comunale di Roma, 60, 1932, pp.253-346.
- "Gli scavi del Largo Argentina: L'ara di Aulo Postumio Albino", in Bullettino della Commissione archeologica comunale di Roma, 61, 1933, pp.163-194.
- "Il colossale acrolito rinvenuto nell'«Area Sacra» del Largo Argentina", in Memorie della Pontificia accademia romana di archeologia, 3, 1933, pp.133-203.
- "Il Lupercale e il suo significato politico", in Capitolium, 9, 1933, pp.157-172.
- "Il Lupercale nel suo significato religioso e topografico", in Capitolium, 9, 1933, pp.365-379.
- "Gli scavi del Largo Argentina: III. Il Tempio A", in Bullettino della Commissione archeologica comunale di Roma, 64, 1936, pp.83-137.
- "«Theatrum Lapideum» «Curia Pompeia» e «Trullum Dominae Maraldae». Topografia antica e medievale di Roma", in Rendiconti della Pontificia accademia romana di archeologia, 12, 1936, pp.233-319.
- "Theatrum et Crypta Balbi. Turris Pertundata e Balneum de Cintiis (Topografia antica e medievale di Roma)", in Rendiconti della Pontificia accademia romana di archeologia16, 1940, pp.225-307.
- "Religione e teatro", in Bollettino dell'Istituto nazionale del dramma sacro, 9, 1942.
- "Le sagome dei tempi dell'area sacra Argentina", in Bullettino del Centro nazionale di studio di storia dell'architettura. Sezione di Roma, 1943, pp.2-5.
- "Ricerche su la famiglia di papa Gregorio IX", in  Archivio della società romana di storia patria, 67, 1944, pp.275-307.
- "«Theatrum Marcelli» e «Mons Fabiorum». Note di topografia antica e medievale di Roma", in Rendiconti della Pontificia accademia romana di archeologia, 20, 1943-1944, pp.13-108.
- "Apollinar, Senatus ad Apollinis e Curia Pompeja", in, in Rendiconti della Pontificia accademia romana di archeologia, 20, 1943-1944, pp.383-445.
- "Scavi del Largo Argentina: il materiale archeologico. I. Le epigrafi", in Bullettino della Commissione archeologica comunale di Roma, 71, 1943-1945, pp.57-95.
- "Ricerche sulla famiglia di Gregorio VII", in Studi gregoriani, 2, 1947, pp.287-333
- "Senatus ad Palmam, porticus Curva et porticus absidata", in Rendiconti della Pontificia accademia romana di archeologia, 25-26, 1949-1950 e 1950-1951, pp.183-229.
- "La chiesa di S. Maria del Fiume ed i cardinali Giordano e Annibaldo da Ceccano", in Bollettino della sezione per il Lazio meridionale della Società romana di storia patria, 1, 1951, pp.89-120.
- "Il cardinale Gottifredo di Alatri, la sua famiglia, il suo stemma e il suo palazzo", in Archivio della società romana di storia patria, 75, 1952, pp.275-307.
- "Ultime vicende e trasformazioni alla rocca di Fumone", in Bollettino della sezione per il Lazio meridionale della Società romana di storia patria, 2, 1953, pp.135-183.
- "Le carte dell'Archivio Longhi in Fumone", in Bollettino della sezione per il Lazio meridionale della Società romana di storia patria, 2, 1953, pp.185-212.
- "Religione e teatro. L'influenza religiosa nella costruzione e nella topografia dei teatri dell'antica Roma", in Archivo español de arqueologia, 76, 1953, pp.3-37.
- "All'insegna di Fausto l'Albergatore al Circo Flaminio", in Bullettino della Commissione archeologica comunale di Roma, 75, 1953-1955, pp.49-60.
- "Il tempio di Apollo Medicus", in Bullettino della Commissione archeologica comunale di Roma, 75, 1953-1955, pp. 61-67.
- "La «Iuno Martialis» nelle monete di Treboniano Gallo", in Annali dell'Istituto italiano di numismatica, 3, 1956, pp. 65-82.
- "Un sottopassaggio archeologico. I rinvenimenti di via Florida", in Capitolium, 31, 1956, pp.129-140.
- "La carta feudale del Lazio nella Mostra Permanente del Lazio Meridionale in Anagni", in Quellen und Forschungen aus italianischen Archiven und Bibliotheken, 36, 1956, pp.324-327.
- "Gli scavi di Largo Argentina. IV: A- Il tempio B.; B- Cronologia del tempio B.; C- Il tempio D.; E- Gli altri edifici al livello del piano di tufo", in Bullettino della Commissione archeologica comunale di Roma, 26, 1956-1958, pp.46-119.
- "Curia Pompeja", in Studi romani, 5, 1957, pp. 642-659.
- "Considerazioni sull'accettazione e la rinunzia di Celestino V al pontificato", in Benedectina, 11, 1957, pp.218-233.
- "I castelli del Lazio meridionale", in Bollettino della sezione per il Lazio meridionale della Società romana di storia patria, 3, 1958, pp.59-69.
- "Un mistero archeologico: il «Lapis Niger», in Archeologia classica, 11, 1959, pp.50-69.
- "Pionieri della rinascita pontina: i Caetani", in Rassegna del Lazio, 8, 1961, pp.91-100.
- "Gli scavi del Largo Argentina. Il materiale archeologico. II. Silloge dei frammenti epigrafici", in Bullettino della Commissione archeologica comunale di Roma, 78, 1961-1962, pp.55-91.
- "L'esito degli scavi ai Funari e i nuovi problemi di topografia romana", in Palatino, 6, settembre-dicembre 1962.
- "Il castello del Piglio e i suoi feudatari", in Bollettino di storia e arte del Lazio meridionale, 1, 1963, pp.25-45.
- "Un insigne monumento da redimere: il palazzo dei Cavalieri Gaudenti in Ferentino", in Bollettino di storia e arte del Lazio meridionale, 1, 1963, pp.127-140.
- "Ninfa nella regione Pontina", in Palladio, 31, 1964, pp.3-27.
- "Anagni nel ricordo di Dante", in Bollettino dell'Istituto di storia e di arte del Lazio meridionale, 3, 1965, pp.5-12.
- "Anagni di Bonifacio VIII. Studio storico-topografico", in Bollettino dell'Istituto di storia e di arte del Lazio meridionale, 3, 1965, pp.167-206.
- "Il Lazio meridionale. Triplice via di espansione della civiltà latina (sintesi storica)", in Bollettino dell'Istituto di storia e di arte del Lazio meridionale, 4, 1966, pp.187-233.
- "Una passeggiata storica attraverso i castelli del Lazio meridionale", in Bollettino dell'Istituto di storia e di arte del Lazio meridionale, 5, 1967-1968, pp.9-152.
- "Fu «Viltade» il «Gran Rifiuto»? Rievocazione storica su la rinunzia di Celestino V e la sua prigionia e morte in Fumone", in Archivio della società romana di storia patria, 101, 1968, pp.57-99.
- "Nuovi aspetti della topografia dell'antico Campo Marzio di Roma: Circo Flaminio o Teatro di Balbo", in Mélanges d'archéologie et d'histoire, 82, 1970, pp.117-158.
- "Gli scavi dell'Area Sacra del Largo Argentina. Evoluzione e trasformazione dell'area dei tempi dall'Età Imperiale all'inizio del Medio Evo", in Bullettino della Commissione archeologica comunale di Roma, 82, 1970-1971, pp.7-62.
- "Le trasformazioni medievali dell'Area Sacra Argentina", in Archivio della società romana di storia patria, 95, 1972, pp.5-33.
- "Il «Mons Fabiorum». Note di topografia medievale in Roma", in Archivio della società romana di storia patria, 99, 1976, pp.5-69.

### Atti di convegni
- "Il colossale simulacro marmoreo rinvenuto nell'«Area Sacra» del Largo Argentina", in Atti del III Congresso internazionale di studi romani, Bologna 1934, 1, pp.238-241.
- "Per la ricostruzione di un quartiere medievale in Roma", in Atti del III Congresso internazionale di studi romani, Bologna 1935, 2, pp. 63-72.
- "Il quartiere Greco-Orientale di Roma nell'antichità e nel Medioevo", in Atti del IV Congresso internazionale di studi romani, Roma 1938, 1, pp.169-185.
- Evoluzione e sviluppo storico e topografico del Campo Marzio, in Atti del VI Congresso internazionale di archeologia in Berlino, Berlin 1939, p.465 e ss.
- "L'«Ara Pacis» ed il «Solarium Augusti» nella fantasia medievale", in Atti del V Congresso nazionale di studi romani, Roma 1940, 2, pp.531-544.
- "Vici Urbis Romae. I quartieri e il sistema stradale urbano di Roma antica", in Atti del VII Congresso internazionale di archeologia, Milano 1960.
- "Le maioliche caetanesche nella sagrestia del duomo di Capua", in Atti del Convegno nazionale di studi storici promosso dalla Società di storia patria di Terra di Lavoro (26-31 ottobre 1966), Roma 1967, pp.359-366.

### Contributi in opere collettive
- "Forma Urbis", in Enciclopedia italiana, 15, Roma 1949, pp. 692-693.
- "Gianicolo", in Enciclopedia italiana, 16, Roma 1949, pp.961-964.
- "Quirinale", in Enciclopedia italiana, 28, Roma 1949, pp. 642-644.
- "Roma medievale", in Enciclopedia italiana, 29, Roma 1949, pp.749-754.
- "Rostro", in Enciclopedia italiana, 30, Roma 1949, pp.161-163.
- Appendice: "Castel Fumone e la prigionia di Celestino V", in M. Capodicasa (a cura di), G. Celidonio. San Pietro del Morrone, Pescara 1954.
- "La difesa divina di Roma nell'antichità e nel Medio Evo", in Amor di Roma, Roma 1955, pp.247-256.
- "L'origine storica dello stemma comunale di Ferentino", in Gli archeologi italiani in onore di Amedeo Maiuri, Centro studi ciociari, Napoli 1962, pp.267-298.
- "Celestino V papa", in Bibliotheca Sanctorum, 3, Roma 1963, coll.1100-1107.
- "La Ciociaria dal V all'XI secolo", in La Ciociaria. Storia, arte, costume, Roma 1972, pp.77-90.
- "Il Lazio meridionale e la Ciociaria dal XII al XIII secolo", in La Ciociaria. Storia, arte, costume, Roma 1972, pp.91-104.
- "L'assetto feudale e comunale della Ciociaria", in La Ciociaria. Storia, arte, costume, Roma 1972, pp.105-132.